# Тозе (Асколи Пичено)
Тозе (итал. Tose) насеље је у Италији у округу Асколи Пичено, региону Марке.
Према процени из 2011. у насељу је живело 16 становника. Насеље се налази на надморској висини од 146 м.